# César des Bourguignons
César des Bourguignons  (mort après 1558) est un ecclésiastique italien qui fut  évêque de Limoges de 1547 à 1558.

## Biographie
César des Bourguignons, selon la francisation de son nom latin de Bourguognibus, est un prélat italien nommé évêque de Limoges en 1547.
Il participe au Concile de Trente d'avril 1547 à septembre 1549 où ses interventions sont jugées proche des idées de la Réforme. Il ne quitte jamais l'Italie et fait administrer son diocèse par un vicaire général qui fait imprimer en son nom le Bréviaire de Limoges. En 1558, il décide de résigner son siège épiscopal en faveur de Luigi Pico della Mirandola qui était peut-être son parent. Ce dernier n'obtient pas, pour des raisons que l'on ignore, l'accord du Saint-Siège pour cette transaction et l'évêché de Limoges est attribué à Sébastien de l'Aubespine.